# Leioproctus dentiger
Leioproctus dentiger är en biart som först beskrevs av Cockerell 1910.  Leioproctus dentiger ingår i släktet Leioproctus och familjen korttungebin. Inga underarter finns listade i Catalogue of Life.

## Bildgalleri

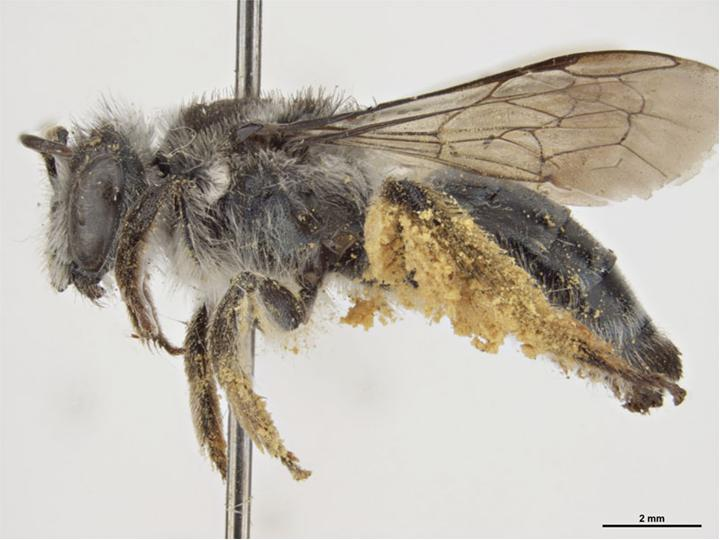
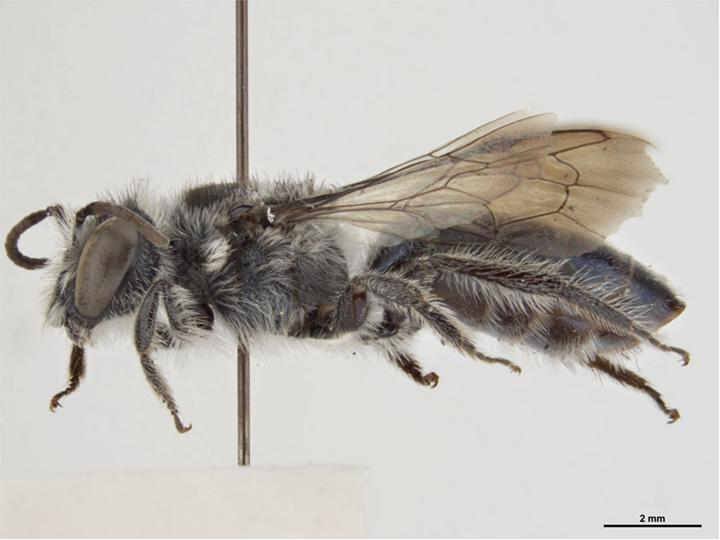